# NGC 6138
NGC 6138 (NGC 6363) é uma galáxia elíptica (E) localizada na direcção da constelação de Hercules. Possui uma declinação de +41° 06' 08" e uma ascensão recta de 17 horas, 22 minutos e 39,9 segundos.
A galáxia NGC 6138 foi descoberta em 1872 por Édouard Jean-Marie Stephan.